# Erla (Saragossa)
Erla ist eine spanische Gemeinde (Municipio) mit 371 Einwohnern (Stand: 2024) in der Comarca Cinco Villas in der Provinz Saragossa.

## Lage
Erla liegt am Río Arba de Biel etwa 50 Kilometer nordnordwestlich von Saragossa und grenzt im Westen an Ejea de los Caballeros und in den anderen drei Himmelsrichtungen an Luna.

## Sehenswürdigkeiten
- Marienkirche (Iglesia de Santa María la Mayor)
- Einsiedelei am Monte de la Corona
- Torre del Señorío
- Castillo de Paúles
- Castillo de Santia
- Castillo de los Luna

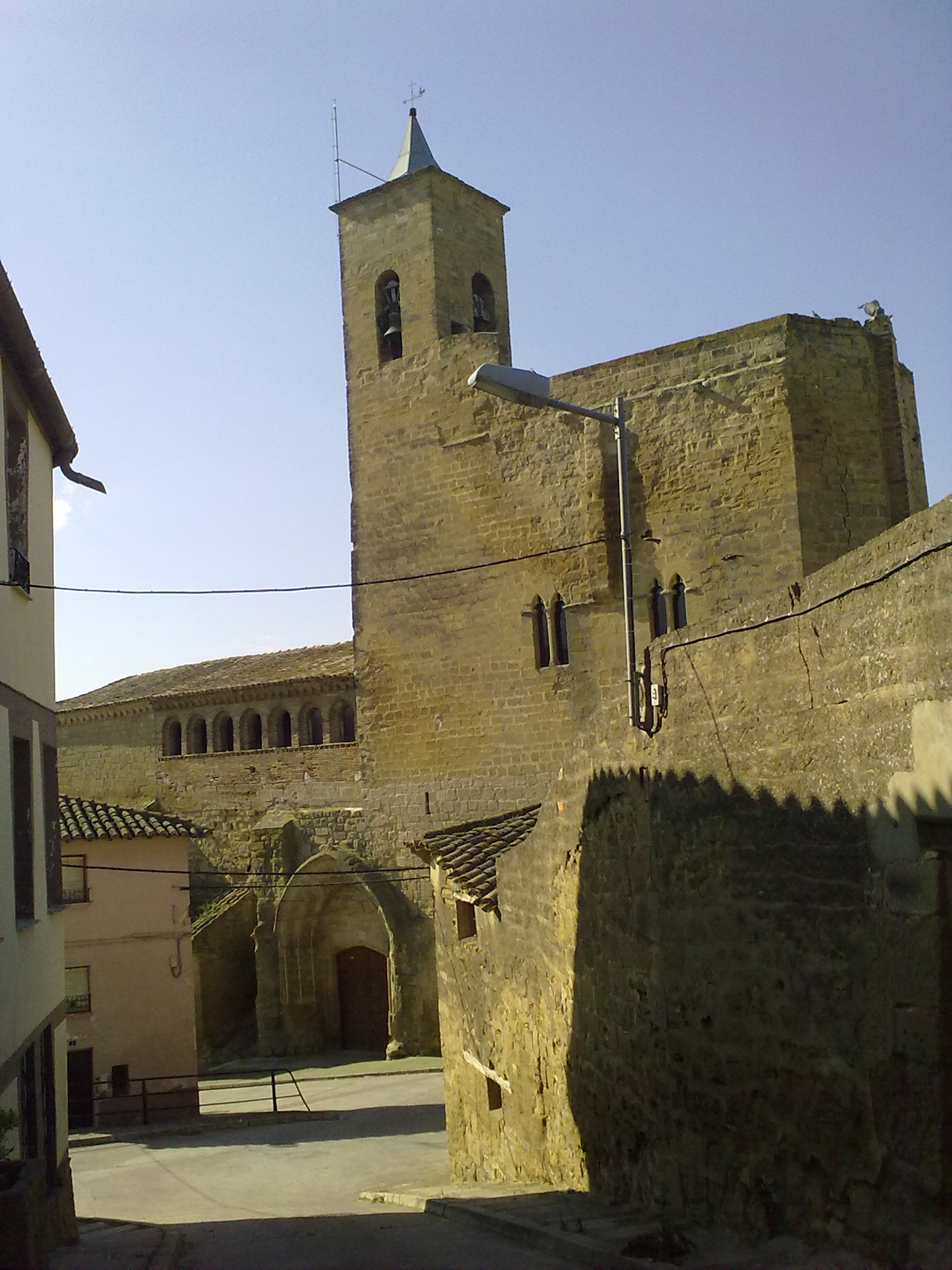
Marienkirche
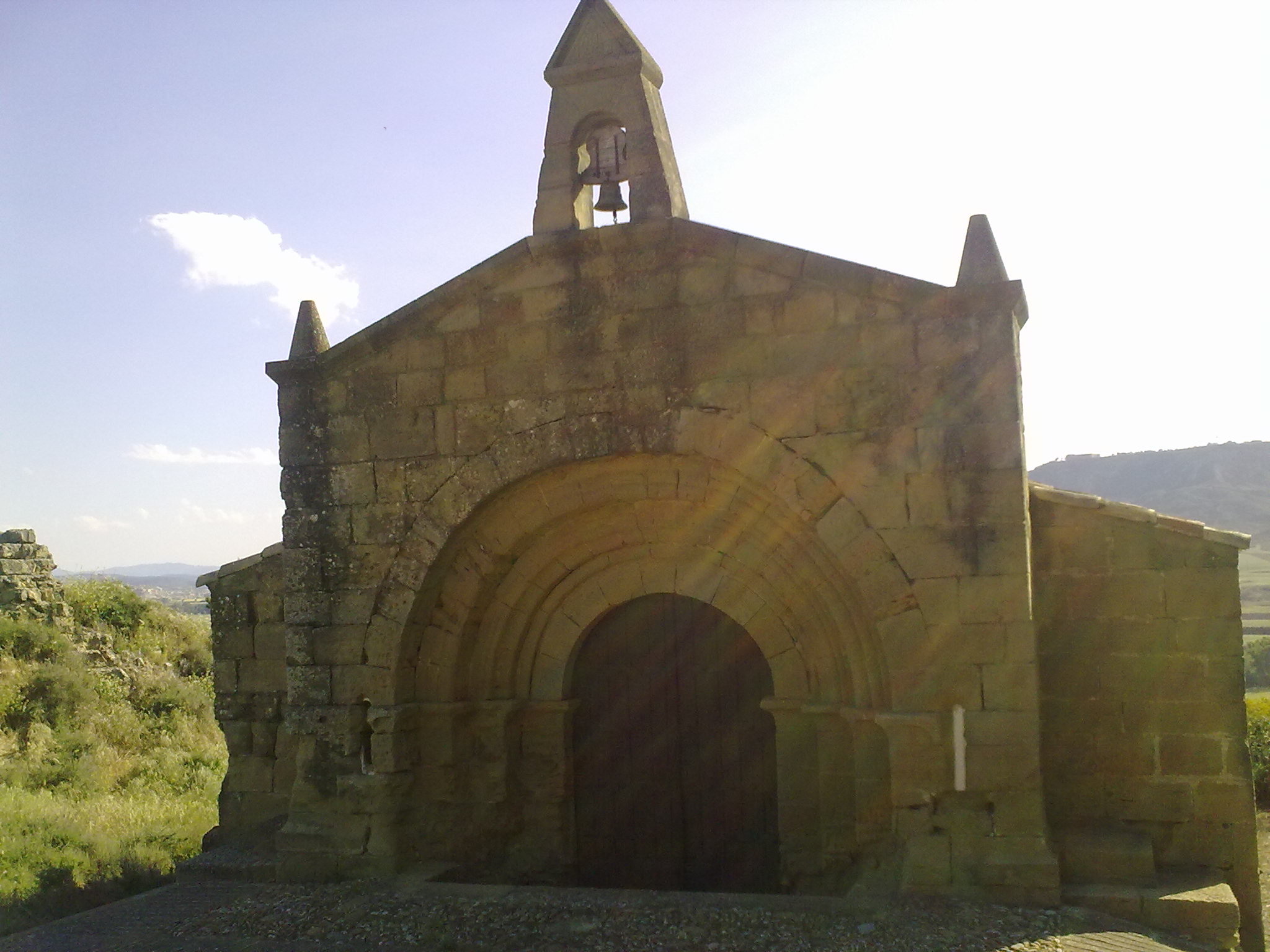
Einsiedelei

## Söhne und Töchter der Stadt
- Antonio Aramburo (1840–1912), spanischer Tenor
- Eduardo Bandrés (* 1957), Professor für angewandte Wirtschaftswissenschaften an der Universität Saragossa, Politiker und ehemaliger Präsident von Real Saragossa